# Poststation Jonava

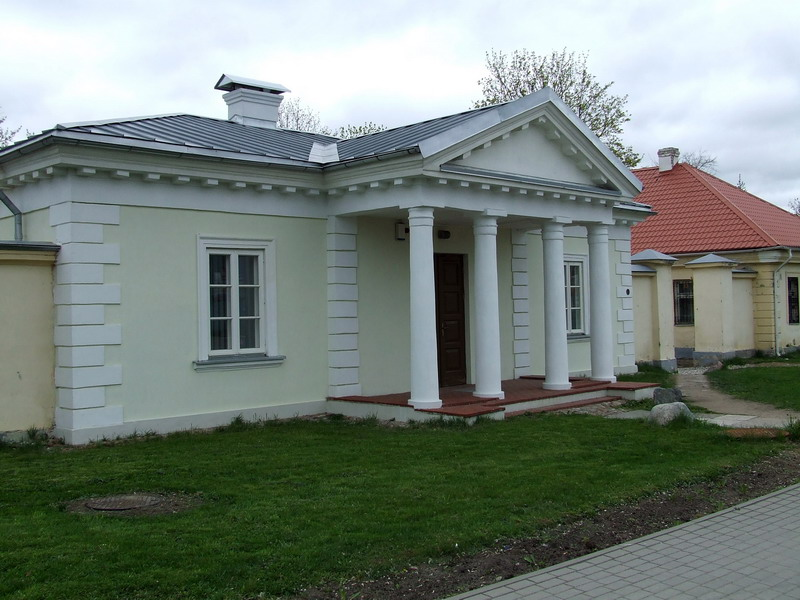
Hauptgebäude der ehemaligen Poststation

Die Poststation Jonava war eine Station des Postkutschen-Transports in Jonava, damals Gouvernement Kowno, Russisches Kaiserreich. Sie wurde von 1833 bis 1835 unweit von der Stadt Kaunas erbaut. 
Der Postkomplex bestand aus zwei Wirtschaftsgebäuden und einem kleinen ehemaligen Wohnhaus mit einem Kreuzgang. Der Zugangsportikus hatte vier Säulen von der Seite des Hauptgebäudes. Nach Anzahl der Gebäude, der Größe und der angebotenen Dienstleistungen gehörte die Poststation von Jonava zur dritten Klasse. Wie andere Postkutschenbahnhöfe in Litauen wurde er zur Post-Telegraf-Station. Heute gibt es hier, in der Innenstadt Jonava, J. Basanavičiaus 3, das Landesmuseum Jonava. Seit 1997 wird das  Gebäude als Kulturgut geschützt.